# 富溪乡 (黄山市)
富溪乡，是中华人民共和国安徽省黄山市徽州区下辖的一个乡镇级行政单位。

## 行政区划
富溪乡下辖以下地区：
富溪村、碣石村、新田村、呈阳村和光明村。

## 文物保护单位
富溪乡境内，拥有徽州区文物保护单位1处：谢正安宅（富溪乡富溪村）。